# Mary Gray
Pour les articles homonymes, voir Gray.
Ne doit pas être confondu avec Marie Grey.
Mary Gray ou Mary Lee Wheat Gray, née le 8 avril 1938, est une mathématicienne américaine.
Elle est l'auteure de livres et de documents dans les domaines des mathématiques, l'enseignement des mathématiques, l'informatique, les statistiques appliquées, l'équité économique, les lois de la discrimination et la liberté académique.
Elle a obtenu son doctorat de mathématiques à l'université du Kansas et un doctorat en droit du Washington College of Law (en).

## Activités
Mary Gray est membre des barreaux du District de Columbia et de la Cour suprême américaine. Elle est une des fondatrices de l'Association for Women in Mathematics (AWM), et sa première présidente de 1971 à 1973.
Elle est actuellement membre du conseil du POMED (Project on Middle East Democracy) et elle est la présidente du conseil d'administration de l'AMIDEAST (America-Mideast Educational and Training Services, Inc.).
Elle est membre de l'American Mathematical Society, de la Société américaine de statistique, de l'Association américaine pour l'avancement des sciences et de l'Association for Women in Science.

## Prix et distinctions
Elle reçoit des doctorats honoris causa de l'université du Nebraska et du Hastings College (en).
En 1959, elle reçoit une bourse Fulbright, en 1959-1963, une bourse de recherche NDEA  puis en 1963-1964 une bourse de la NSF.
En 1994, elle reçoit un Mentor Award for Lifetime Achievement de l'Association américaine pour l'avancement des sciences, en 1979 elle est lauréate du Georgina Smith Award de l'American Association of University Professors pour son travail sur le statut des femmes dans la négociation collective.
En 2001 elle reçoit le Presidential Award for Excellence in Science, Engineering and Mathematics Mentoring et en 2012 le prix Elizabeth L. Scott décerné par le Comité des présidents de Sociétés Statistiques.
Mary Gray est membre de Statistics Without Borders (en).

## Publications
- Mary W. Gray, Radical approach to algebra, Reading, Massachusetts, Addison-Wesley Pub. Co, 1970 (OCLC 80899)
- Mary W. Gray, Calculus with finite mathematics for social sciences, Reading, Massachusetts, Addison-Wesley Pub. Co, 1972 (ISBN 9780201025736)

Mary Gray a publié plus de 80 articles.
- Mary Gray et Barbara R. Bergmann, « Student teaching evaluations: Inaccurate, demeaning, misused », Academe, American Association of University Professors (en), vol. 89, no 5,‎ september–october 2003, p. 44–46 (DOI 10.2307/40253388, JSTOR 40253388, lire en ligne)